# Biela (gromada)
Biela – dawna gromada, czyli najmniejsza jednostka podziału terytorialnego Polskiej Rzeczypospolitej Ludowej w latach 1954–1972.
Gromady, z gromadzkimi radami narodowymi (GRN) jako organami władzy najniższego stopnia na wsi, funkcjonowały od reformy reorganizującej administrację wiejską przeprowadzonej jesienią 1954 do momentu ich zniesienia z dniem 1 stycznia 1973, tym samym wypierając organizację gminną w latach 1954–1972.
Gromadę Biela z siedzibą GRN w Bieli utworzono – jako jedną z 8759 gromad na obszarze Polski – w powiecie konińskim w woj. poznańskim, na mocy uchwały nr 25/54 WRN w Poznaniu z dnia 5 października 1954. W skład jednostki weszły obszary dotychczasowych gromad Biela i Ościsłowo oraz miejscowości Witoldowo, Wtórek (wieś) i Wtórek (kolonia) z dotychczasowej gromady Wtórek oraz miejscowości Wiśniewa (wieś) i Wiśniewa (kolonia) z dotychczasowej gromady Wiśniewa ze zniesionej gminy Wilcza Góra, a także miejscowość Kościeszki z dotychczasowej gromady Rakowo i miejscowość Zalesie z dotychczasowej gromady Popielewo ze zniesionej gminy Skulska Wieś – w tymże powiecie. Dla gromady ustalono 12 członków gromadzkiej rady narodowej.
Gromadę zniesiono 1 stycznia 1958, a jej obszar włączono do gromad: Skulsk (miejscowość Zalesie) i Wilczyn (miejscowości Biela, Biela folwark, Kościeszki, Ościsłowo, Ościsłowo kolonia, Wiśniewa, Wiśniewa kolonia, Witoldowo, Wtórek i Wtórek kolonia) w tymże powiecie.